# Stephanie Talbot
Stephanie Talbot (ur. 15 czerwca 1994 w Katherine) – australijska koszykarka występująca na pozycji niskiej skrzydłowej, obecnie zawodniczka Adelaide Lightning, a w okresie letnim Seattle Storm w WNBA.
W sezonie 2016/2017 reprezentowała zespół InvestInTheWest AZS AJP Gorzów Wielkopolski.
21 maja 2019 w wyniku wymiany trafiła do Minnesoty Lynx. 11 lutego 2021 zawarła umowę z Seattle Storm na czas obozu treningowego.

## Osiągnięcia
Stan na 12 kwietnia 2023, na podstawie, o ile nie zaznaczono inaczej..

### WNBA
- Zdobywczyni pucharu WNBA Commissioner’s Cup (2021)[6]

### Drużynowe
- Wicemistrzyni Australii (WNBL – 2012, 2013)

### Indywidualne
- MVP WNBL (2020)[7]
- Debiutantka Roku WNBL (2013)
- Zaliczona do:
  - II składu WNBL (2020)
  - składu Honorable Mention WNBL (2014)[8]

### Reprezentacja
Drużynowe
- Mistrzyni Oceanii:
  - 2015
  - U–18 (2012)
  - U–16 (2009)
- Wicemistrzyni świata (2018)
- Brązowa medalistka:
  - olimpijska (2024)[9]
  - mistrzostw:
    - świata (2022)[10]
    - Azji (2019)
    - świata U–19 (2013)
- Uczestniczka:
  - igrzysk olimpijskich (2016 – 5. miejsce, 2024)
  - mistrzostw świata U–17 (2010 – 7. miejsce)

Indywidualne
- Zaliczona do I składu:
  - mistrzostw świata (2022)[10]
  - mistrzostw świata U–19 (2013)